# Кристине Хаас
Кристине Хаас, известна като Кристъл Хаас, е австрийска състезателка по ски алпийски дисциплини.
Тя е олимпийска шампионка в спускането от Инсбрук 1964 и световна шампионка в спускането от Шамони 1962, носителка на бронзов медал в спускането от Олимпиадата в Гренобъл през 1968 година.
Медалите от тези олимпийски игри се признават и за световни първенства, поради което Кристине Хаас е и световна шампионка и съответно носителка на бронзов медал от световно първенство. 
Хаас е родена в Кицбюел на 19 септември 1943 година и е най-добрата състезателка в дисциплината спускане през 1960-те години. Става световна шампионка в спускането в Шамони през 1962 година. Две години по-късно печели спускането на олимпийските игри в Инсбрук. На Олимпиадата очакванията към нея и напрежението са много високи, защото австрийките не успяват да спечелят слалома и гигантския слалом. Въпреки напрежението Хаас успява уверено да спечели спускането. На Игрите в Гренобъл четири години по-късно печели бронзов медал в спускането. След тях прекратява спортната си кариера и вместо да се заеме с професията си, фотограф, се отдава на работа като собственик на магазин за спортни стоки и хотел в Санкт Йохан, Тирол, Австрия. 
Хаас умира от инфаркт, когато е на почивка в Турция с дъщеря си, зет си и внука си, докато играе с внука си във водата. 